# SC Poltava
El SC Poltava (en ucraniano: Спортивний клуб «Полтава») es un equipo de fútbol de Ucrania que juega en la Liga Premier de Ucrania, la primera división nacional.

## Historia
Fue fundado en el año 2011 en la ciudad de Poltava por el futbolista Volodymyr Sysenko y el periodista local Stanislav Maizus, teniendo un equipo integrado por estudiantes locales. Hasta el 2014 el club jugaba en los campeonatos regionales del Óblast de Poltava manteniéndose como una sombra del exitoso FC Poltava, que en ese momento jugaba en la Ukrainian Second League. En esos años el SC Poltava jugaba de local en el campo de entrenamiento del FC Poltava en Kopyly. En 2014 el SC Poltava fue campeón del Poltava Oblast, pero terminó desapareciendo por falta de dinero. Ese título fue el primero que gana un equipo de Poltava en el Óblast de Poltava en 19 años (Velta Poltava, 1995). En 2014 jugaron varios jugadores veteranos en el SC Poltava que se terminaron retirando por lesiones como Yuriy Fomenko y Ruslan Solyanyk.
En 2019 Sysenko y Maizus invitaron a Serhiy Ivashchenko a que fuera el presidente del club con el fin de revivir al SC Poltava. Ivashchenko era dueño de la compañía constructora "Kombinat vyrobnychykh pidpryiemstv" (Complex of manufacturing enterprises). En ese entonces el FC Poltava abandonó las competiciones por el escándalo con su estadio en 2018. En 2019–20 el SC Poltava participó en la Copa AAFU y en 2020–21 debutó en el campeonato de la AAFU. En esa temporada el club terminó en quinto lugar. Luego el SC Poltava fue admitido como equipo profesional y entró a la Ukrainian Second League.
En la temporada 2024–25 el SC Poltava logra el ascenso a la Ukrainian Premier League por primera vez en su historia.

## Palmarés
- Poltava Oblast championship (1): 2014